# European Champions League 2003–2004 (damer)
European Champions League 2003-2004 i volleyboll spelades mellan 20 januari och 21 mars 2004. Det var den  44:e upplagan av tävlingen och 15 klubblag från CEV:s medlemsförbund deltog. CV Tenerife vann tävlingen för första gången genom att besegra Pallavolo Sirio Perugia i finalen. Elena Godina utsågs till bästa spelare.

## Deltagande lag
| - Azärreyl QVK - OK Röda stjärnan Belgrad - BKS Stal Bielsko-Biała - RC Cannes - VK Uralochka-NTMK - Eczacıbaşı SK - Volley Köniz - CV Las Palmas | - OK Branik - Fatum Nyíregyháza - Asystel Volley - Pallavolo Sirio Perugia - CV Tenerife - ŽOK Jedinstvo Užice - HAOK Mladost |

## Gruppspelsfasen

### Grupper
| Grupp A                                              | Grupp B                              | Grupp C                                         | Grupp D                                            | Grupp E                                              |
| ---------------------------------------------------- | ------------------------------------ | ----------------------------------------------- | -------------------------------------------------- | ---------------------------------------------------- |
| OK Röda stjärnan Belgrad Volley Köniz Asystel Volley | Azärreyl QVK CV Las Palmas OK Branik | VK Uralochka-NTMK Fatum Nyíregyháza CV Tenerife | Eczacıbaşı SK Pallavolo Sirio Perugia HAOK Mladost | BKS Stal Bielsko-Biała RC Cannes ŽOK Jedinstvo Užice |

### Grupp A

#### Resultat
| Datum    | Mellan                                    | Resultat | Set   | Set   | Set   | Set   | Set   | Poäng totalt | Speltid | Åskådare |
| Datum    | Mellan                                    | Resultat | 1     | 2     | 3     | 4     | 5     | Poäng totalt | Speltid | Åskådare |
| -------- | ----------------------------------------- | -------- | ----- | ----- | ----- | ----- | ----- | ------------ | ------- | -------- |
| 21-01-04 | Volley Köniz - OK Röda stjärnan Belgrad   | 2 - 3    | 25:20 | 25:14 | 23:25 | 23:25 | 13:15 | 109 - 99     | 2h:05   | 2.500    |
| 22-01-04 | Volley Köniz - Asystel Volley             | 0 - 3    | 23:25 | 20:25 | 23:25 |       |       | 66 - 75      | 1h:18   | 3.000    |
| 27-01-04 | OK Röda stjärnan Belgrad - Asystel Volley | 0 - 3    | 16:25 | 14:25 | 18:25 |       |       | 48 - 75      | 1h:11   | 1.650    |
| 28-01-04 | OK Röda stjärnan Belgrad - Volley Köniz   | 3 - 1    | 25:23 | 17:25 | 25:16 | 25:19 |       | 92 - 83      | 1h:40   | 1.050    |
| 03-02-04 | Asystel Volley - Volley Köniz             | 3 - 0    | 25:19 | 25:18 | 25:16 |       |       | 75 - 53      | 1h:19   | 1.600    |
| 04-02-04 | Asystel Volley - OK Röda stjärnan Belgrad | 3 - 0    | 25:9  | 25:23 | 25:21 |       |       | 75 - 53      | 1h:09   | 1.500    |

#### Sluttabell
| Pos | Lag                      | Poäng | Matcher | Matcher | Matcher   | Set   | Set       | Kvot  | Poäng | Poäng     | Kvot  |
| Pos | Lag                      | Poäng | Spelade | Vunna   | Förlorade | Vunna | Förlorade | Kvot  | Vunna | Förlorade | Kvot  |
| --- | ------------------------ | ----- | ------- | ------- | --------- | ----- | --------- | ----- | ----- | --------- | ----- |
| 1   | Asystel Volley           | 8     | 4       | 4       | 0         | 12    | 0         | MAX   | 300   | 220       | 1.364 |
| 2   | OK Röda stjärnan Belgrad | 6     | 4       | 2       | 2         | 6     | 9         | 0.667 | 292   | 342       | 0.854 |
| 3   | Volley Köniz             | 4     | 4       | 0       | 4         | 3     | 12        | 0.250 | 311   | 341       | 0.912 |

### Grupp B

#### Resultat
| Datum    | Mellan                       | Resultat | Set   | Set   | Set   | Set   | Set | Poäng totalt | Speltid | Åskådare |
| Datum    | Mellan                       | Resultat | 1     | 2     | 3     | 4     | 5   | Poäng totalt | Speltid | Åskådare |
| -------- | ---------------------------- | -------- | ----- | ----- | ----- | ----- | --- | ------------ | ------- | -------- |
| 20-01-04 | OK Branik - CV Las Palmas    | 0 - 3    | 17:25 | 15:25 | 18:25 |       |     | 50 - 75      | 1h:14   | 1.500    |
| 21-01-04 | OK Branik - Azärreyl QVK     | 0 - 3    | 21:25 | 18:25 | 17:25 |       |     | 56 - 75      | 1h:19   | 1.100    |
| 27-01-04 | CV Las Palmas - Azärreyl QVK | 0 - 3    | 29:31 | 15:25 | 20:25 |       |     | 64 - 81      | 1h:28   | 1.500    |
| 28-01-04 | CV Las Palmas - OK Branik    | 3 - 1    | 25:20 | 21:25 | 25:12 | 25:20 |     | 96 - 77      | 1h:43   | 650      |
| 03-02-04 | Azärreyl QVK - OK Branik     | 3 - 0    | 25:13 | 25:16 | 25:18 |       |     | 75 - 47      | 1h:10   | 1.500    |
| 04-02-04 | Azärreyl QVK - CV Las Palmas | 3 - 0    | 31:29 | 25:23 | 25:18 |       |     | 81 - 70      | 1h:25   | 2.300    |

#### Sluttabell
| Pos | Lag           | Poäng | Matcher | Matcher | Matcher   | Set   | Set       | Kvot  | Poäng | Poäng     | Kvot  |
| Pos | Lag           | Poäng | Spelade | Vunna   | Förlorade | Vunna | Förlorade | Kvot  | Vunna | Förlorade | Kvot  |
| --- | ------------- | ----- | ------- | ------- | --------- | ----- | --------- | ----- | ----- | --------- | ----- |
| 1   | Azärreyl QVK  | 8     | 4       | 4       | 0         | 12    | 0         | MAX   | 312   | 237       | 1.316 |
| 2   | CV Las Palmas | 6     | 4       | 2       | 2         | 6     | 7         | 0.857 | 305   | 289       | 1.055 |
| 3   | OK Branik     | 4     | 4       | 0       | 4         | 1     | 12        | 0.083 | 230   | 321       | 0.717 |

### Grupp C

#### Resultat
| Datum    | Mellan                                | Resultat | Set   | Set   | Set   | Set   | Set   | Poäng totalt | Speltid | Åskådare |
| Datum    | Mellan                                | Resultat | 1     | 2     | 3     | 4     | 5     | Poäng totalt | Speltid | Åskådare |
| -------- | ------------------------------------- | -------- | ----- | ----- | ----- | ----- | ----- | ------------ | ------- | -------- |
| 21-01-04 | Fatum Nyíregyháza - VK Uralochka-NTMK | 1 - 3    | 25:23 | 21:25 | 11:25 | 18:25 |       | 75 - 98      | 1h:30   | 1.500    |
| 22-01-04 | Fatum Nyíregyháza - CV Tenerife       | 0 - 3    | 18:25 | 23:25 | 15:25 |       |       | 56 - 75      | 1h:11   | 1.200    |
| 27-01-04 | VK Uralochka-NTMK - CV Tenerife       | 3 - 2    | 20:25 | 25:17 | 23:25 | 25:16 | 15:10 | 108 - 93     | 1h:48   | 1.850    |
| 28-01-04 | VK Uralochka-NTMK - Fatum Nyíregyháza | 3 - 0    | 25:19 | 25:23 | 25:14 |       |       | 75 - 56      | 1h:03   | 2.690    |
| 03-02-04 | CV Tenerife - Fatum Nyíregyháza       | 3 - 0    | 25:13 | 25:12 | 25:17 |       |       | 75 - 42      | 0h:59   | 1.000    |
| 04-02-04 | CV Tenerife - VK Uralochka-NTMK       | 3 - 0    | 25:14 | 25:12 | 25:16 |       |       | 75 - 42      | 1h:00   | 1.500    |

#### Sluttabell
| Pos | Lag               | Poäng | Matcher | Matcher | Matcher   | Set   | Set       | Kvot  | Poäng | Poäng     | Kvot  |
| Pos | Lag               | Poäng | Spelade | Vunna   | Förlorade | Vunna | Förlorade | Kvot  | Vunna | Förlorade | Kvot  |
| --- | ----------------- | ----- | ------- | ------- | --------- | ----- | --------- | ----- | ----- | --------- | ----- |
| 1   | CV Tenerife       | 7     | 4       | 3       | 1         | 11    | 3         | 3.667 | 318   | 248       | 1.282 |
| 2   | VK Uralochka-NTMK | 4     | 4       | 3       | 1         | 9     | 6         | 1.500 | 323   | 299       | 1.080 |
| 3   | Fatum Nyíregyháza | 4     | 4       | 0       | 4         | 1     | 12        | 0.083 | 229   | 323       | 0.709 |

### Grupp D

#### Resultat
| Datum    | Mellan                                  | Resultat | Set   | Set   | Set   | Set   | Set   | Poäng totalt | Speltid | Åskådare |
| Datum    | Mellan                                  | Resultat | 1     | 2     | 3     | 4     | 5     | Poäng totalt | Speltid | Åskådare |
| -------- | --------------------------------------- | -------- | ----- | ----- | ----- | ----- | ----- | ------------ | ------- | -------- |
| 21-01-04 | HAOK Mladost - Pallavolo Sirio Perugia  | 0 - 3    | 16:25 | 18:25 | 21:25 |       |       | 55 - 75      | 1h:03   | 1.000    |
| 22-01-04 | HAOK Mladost - Eczacıbaşı SK            | 0 - 3    | 19:25 | 20:25 | 21:25 |       |       | 60 - 75      | 1h:05   | 900      |
| 28-01-04 | Pallavolo Sirio Perugia - Eczacıbaşı SK | 3 - 1    | 25:20 | 14:25 | 25:23 | 25:16 |       | 89 - 84      | 1h:28   | 0        |
| 29-01-04 | Pallavolo Sirio Perugia - HAOK Mladost  | 3 - 0    | 25:20 | 25:14 | 25:18 |       |       | 75 - 52      | 1h:08   | 0        |
| 03-02-04 | Eczacıbaşı SK - HAOK Mladost            | 3 - 0    | 25:13 | 25:19 | 25:13 |       |       | 75 - 45      | 0h:58   | 800      |
| 04-02-04 | Eczacıbaşı SK - Pallavolo Sirio Perugia | 2 - 3    | 25:22 | 25:22 | 25:27 | 20:25 | 14:16 | 109 - 112    | 1h:55   | 1.000    |

#### Sluttabell
| Pos | Lag                     | Poäng | Matcher | Matcher | Matcher   | Set   | Set       | Kvot  | Poäng | Poäng     | Kvot  |
| Pos | Lag                     | Poäng | Spelade | Vunna   | Förlorade | Vunna | Förlorade | Kvot  | Vunna | Förlorade | Kvot  |
| --- | ----------------------- | ----- | ------- | ------- | --------- | ----- | --------- | ----- | ----- | --------- | ----- |
| 1   | Pallavolo Sirio Perugia | 8     | 4       | 4       | 0         | 12    | 3         | 4.000 | 351   | 300       | 1.170 |
| 2   | Eczacıbaşı SK           | 6     | 4       | 2       | 2         | 9     | 6         | 1.500 | 343   | 306       | 1.121 |
| 3   | HAOK Mladost            | 4     | 4       | 0       | 4         | 0     | 12        | 0.000 | 212   | 300       | 0.707 |

### Grupp E

#### Resultat
| Datum    | Mellan                                       | Resultat | Set   | Set   | Set   | Set   | Set | Poäng totalt | Speltid | Åskådare |
| Datum    | Mellan                                       | Resultat | 1     | 2     | 3     | 4     | 5   | Poäng totalt | Speltid | Åskådare |
| -------- | -------------------------------------------- | -------- | ----- | ----- | ----- | ----- | --- | ------------ | ------- | -------- |
| 21-01-04 | ŽOK Jedinstvo Užice - BKS Stal Bielsko-Biała | 1 - 3    | 17:25 | 25:15 | 19:25 | 17:25 |     | 78 - 90      | 1h:30   | 1.000    |
| 22-01-04 | ŽOK Jedinstvo Užice - RC Cannes              | 0 - 3    | 19:25 | 17:25 | 15:25 |       |     | 51 - 75      | 1h:05   | 1.100    |
| 28-01-04 | BKS Stal Bielsko-Biała - RC Cannes           | 1 - 3    | 25:18 | 19:25 | 23:25 | 13:25 |     | 80 - 93      | 1h:38   | 1.100    |
| 29-01-04 | BKS Stal Bielsko-Biała - ŽOK Jedinstvo Užice | 3 - 0    | 25:17 | 25:17 | 25:15 |       |     | 75 - 49      | 1h:13   | 900      |
| 03-02-04 | RC Cannes - ŽOK Jedinstvo Užice              | 3 - 0    | 25:22 | 25:16 | 25:13 |       |     | 75 - 51      | 1h:08   | 1.200    |
| 04-02-04 | RC Cannes - BKS Stal Bielsko-Biała           | 3 - 1    | 25:20 | 25:22 | 21:25 | 25:22 |     | 96 - 89      | 1h:45   | 1.480    |

#### Sluttabell
| Pos | Lag                    | Poäng | Matcher | Matcher | Matcher   | Set   | Set       | Kvot  | Poäng | Poäng     | Kvot  |
| Pos | Lag                    | Poäng | Spelade | Vunna   | Förlorade | Vunna | Förlorade | Kvot  | Vunna | Förlorade | Kvot  |
| --- | ---------------------- | ----- | ------- | ------- | --------- | ----- | --------- | ----- | ----- | --------- | ----- |
| 1   | RC Cannes              | 8     | 4       | 4       | 0         | 12    | 2         | 6.000 | 339   | 271       | 1.251 |
| 2   | BKS Stal Bielsko-Biała | 6     | 4       | 2       | 2         | 8     | 7         | 1.143 | 334   | 316       | 1.057 |
| 3   | ŽOK Jedinstvo Užice    | 4     | 4       | 0       | 4         | 1     | 12        | 0.083 | 229   | 315       | 0.727 |

## Spel om semifinalplatser

### Match 1
| Datum    | Mellan                                   | Resultat | Set   | Set   | Set   | Set   | Set | Poäng totalt | Speltid | Åskådare |
| Datum    | Mellan                                   | Resultat | 1     | 2     | 3     | 4     | 5   | Poäng totalt | Speltid | Åskådare |
| -------- | ---------------------------------------- | -------- | ----- | ----- | ----- | ----- | --- | ------------ | ------- | -------- |
| 24-02-04 | Pallavolo Sirio Perugia - Asystel Volley | 3 - 0    | 25:22 | 26:24 | 29:27 |       |     | 80 - 73      | 1h:28   | 1.500    |
| 25-02-04 | Azärreyl QVK - Eczacıbaşı SK             | 3 - 1    | 25:19 | 25:20 | 21:25 | 25:23 |     | 96 - 87      | 1h:34   | 2.700    |
| 25-02-04 | RC Cannes - VK Uralochka-NTMK            | 3 - 0    | 25:18 | 25:21 | 25:21 |       |     | 75 - 60      | 1h:06   | 1.500    |

### Match 2
| Datum    | Mellan                                   | Resultat | Set   | Set   | Set   | Set   | Set | Poäng totalt | Speltid | Åskådare |
| Datum    | Mellan                                   | Resultat | 1     | 2     | 3     | 4     | 5   | Poäng totalt | Speltid | Åskådare |
| -------- | ---------------------------------------- | -------- | ----- | ----- | ----- | ----- | --- | ------------ | ------- | -------- |
| 03-03-04 | Asystel Volley - Pallavolo Sirio Perugia | 1 - 3    | 25:17 | 21:25 | 21:25 | 20:25 |     | 87 - 92      | 1h:38   | 2.500    |
| 03-03-04 | Eczacıbaşı SK - Azärreyl QVK             | 1 - 3    | 25:23 | 24:26 | 21:25 | 23:25 |     | 93 - 99      | 1h:42   | 1.000    |
| 03-03-04 | VK Uralochka-NTMK - RC Cannes            | 1 - 3    | 21:25 | 18:25 | 25:17 | 23:25 |     | 89 - 92      | 1h:29   | 2.800    |

### Kvalificerade lag
- Azärreyl QVK
- RC Cannes
- Pallavolo Sirio Perugia
- CV Tenerife [2]

## Finalspel
Finalspelet spelades i Pabellon Insular, Tenerife, Spanien helgen 20/21 mars.

### Spelschema
|  | Semifinaler             | Semifinaler |                         |             | Final               | Final               |  |
|  |                         |             |                         |             |                     |                     |  |
|  | Azärreyl QVK            | 0           |                         |             |                     |                     |  |
|  | Azärreyl QVK            | 0           |                         |             |                     |                     |  |
|  | CV Tenerife             | 3           |                         |             |                     |                     |  |
|  | CV Tenerife             | 3           |                         | CV Tenerife | 3                   |                     |  |
|  |                         |             |                         | CV Tenerife | 3                   |                     |  |
|  |                         |             | Pallavolo Sirio Perugia | 2           |                     |                     |  |
|  | RC Cannes               | 0           | Pallavolo Sirio Perugia | 2           |                     |                     |  |
|  | RC Cannes               | 0           |                         |             |                     |                     |  |
|  | Pallavolo Sirio Perugia | 3           |                         |             | Match om tredjepris | Match om tredjepris |  |
|  | Pallavolo Sirio Perugia | 3           |                         |             |                     |                     |  |
|  |                         |             |                         |             |                     |                     |  |
|  |                         |             |                         |             | Azärreyl QVK        | 1                   |  |
|  |                         |             |                         |             | Azärreyl QVK        | 1                   |  |
|  |                         |             |                         |             | RC Cannes           | 3                   |  |

#### Resultat
| Datum    | Mellan                                | Resultat | Set   | Set   | Set   | Set   | Set  | Poäng totalt | Speltid | Åskådare |
| Datum    | Mellan                                | Resultat | 1     | 2     | 3     | 4     | 5    | Poäng totalt | Speltid | Åskådare |
| -------- | ------------------------------------- | -------- | ----- | ----- | ----- | ----- | ---- | ------------ | ------- | -------- |
| 20-03-04 | Azärreyl QVK - CV Tenerife            | 0 - 3    | 16:25 | 24:26 | 20:25 |       |      | 60 - 76      | 1h:11   | 4.000    |
| 20-03-04 | RC Cannes - Pallavolo Sirio Perugia   | 0 - 3    | 26:28 | 17:25 | 20:25 |       |      | 63 - 78      | 1h:14   | 2.500    |
| 21-03-04 | Azärreyl QVK - RC Cannes              | 1 - 3    | 26:24 | 23:25 | 26:28 | 18:25 |      | 93 - 102     | 1h:45   | 1.800    |
| 21-03-04 | CV Tenerife - Pallavolo Sirio Perugia | 3 - 2    | 20:25 | 25:21 | 25:19 | 21:25 | 15:7 | 106 - 97     | 2h:09   | 5.000    |

## Individuella utmärkelser
| Utmärkelse              | Namn            | Lag                     |
| ----------------------- | --------------- | ----------------------- |
| Mest värdefulla spelare | Elena Godina    | CV Tenerife             |
| Bästa anfallare         | Victoria Ravva  | RC Cannes               |
| Bästa blockare          | Ingrid Visser   | CV Tenerife             |
| Bästa servare           | Taismary Agüero | Pallavolo Sirio Perugia |
| Bästa passare           | Irina Kirillova | Pallavolo Sirio Perugia |
| Bästa libero            | Esther López    | CV Tenerife             |